# Tachymenes abruptus
Tachymenes abruptus är en stekelart som beskrevs av Gusenleitner 2002. Tachymenes abruptus ingår i släktet Tachymenes och familjen Eumenidae. Inga underarter finns listade i Catalogue of Life.